# Aṣṭādhyāyī

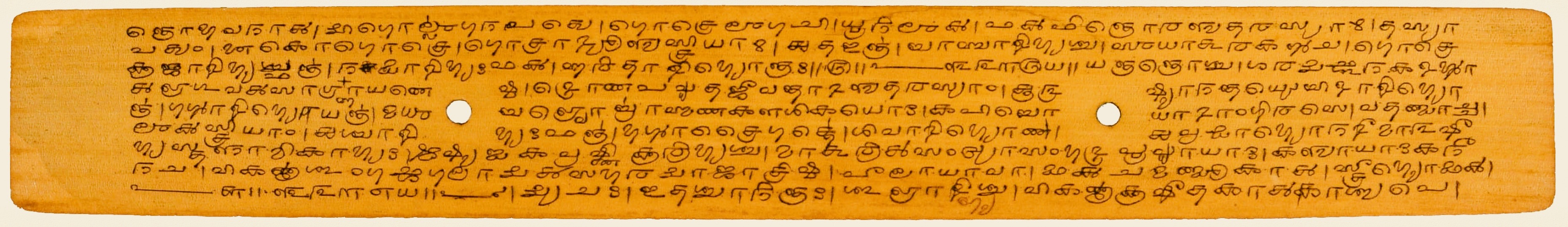
Palmblad met een stuk tekst uit de Aṣṭādhyāyī

De Aṣṭādhyāyī (Sanskriet: अष्टाध्यायी) is de oudste volledige grammatica van het Sanskriet. Het werk werd geschreven door Pāṇini en wordt gedateerd tussen 400 en 600 v.C. De grammatica staat bekend om haar korte stijl en logische opbouw.

## Ontstaanscontext
De Indische grammaticale traditie is ingebed in het Hindoeïsme. De interesse voor grammatica van het Sanskriet vloeit voort uit de aandacht voor de correcte uitspraak van de Veda’s, de oudste heilige geschriften binnen de Indische religieuze traditie. Daardoor was de eerste taalkundige belangstellingen die zich ontwikkelde de fonetiek of śikṣā. Traditioneel worden nog drie andere hulpwetenschappen of Vedāṅgas onderscheden die betrekking hebben op taal namelijk de etymologie (nirukta), de metriek (chandas) en de grammatica (vyākaraṇa). De vedanga's die geen betrekking hebben op taal zijn de kalpa en Jyotisha die respectievelijk de rituelen de astrologie behandelen.

### Plaats binnen de traditie
Het werk van Pāṇini bevindt zich binnen het domein van de Vyākaraṇa, de hulpwetenschap die zich richtte op de grammaticale analyse. Pāṇini vermeldt tien voorgangers, van wie verder niets volledig is overgeleverd. Ook over Pāṇini zelf is zeer weinig geweten. Hij leefde waarschijnlijk in Salatra, in het noordwesten van India, tussen 600 en 400 v.C.

## Grammatica

### Opbouw
De delen aṣṭa- en adhyāya- in de titel van de grammatica verwijzen naar de achtdelige opbouw van het werk. Elk van de acht hoofdstukken is verder opgedeeld in vier delen of pādas. In die acht boeken zijn in totaal 3959 soetra’s of regels opgenomen. Deze structuur in drie niveaus werd niet door Pāṇini zelf, maar door de commentatoren geponeerd.
De soetra’s zijn aforismen die de volgende vormen kunnen aannemen:
- Een regel
- Een tussentitel die een domein afbakent
- Een definitie van een technische term
- Een lijst van morfemen
- Een metaregel over het gebruik van regels

De definities van technische termen en de metaregels komen voor in de eerste pāda van het eerste hoofdstuk. Een voorbeeld van zo'n metaregel is de soetra 'vipratishedheparamkaaryam' die stelt dat wanneer twee soetra's van toepassing zijn, het de laatst geformuleerde is die voorrang krijgt.
Bij de Aṣṭādhyāyī horen drie supplementaire teksten:
- Śiva Sūtras: een inventaris van klanken
- Dhatupatha: een inventaris van verbale wortels
- Ganapatha: een lijst met suffixen en nominale wortels

### Inhoud
Het werk behandelt het klassieke Sanskriet zoals het gesproken werd in de eigen tijd van Pāṇini. Wanneer een soetra over Vedish materiaal handelt, wordt dat expliciet gemaakt door toevoeging van de term 'chandasi' (= “in de veda’s”). Het opzet van het werk is om de mogelijke veranderingen van grammaticale vormen te beschrijven. De Aṣṭādhyāyī bevat echter ook opmerkingen over over 'kāraka', wat volgens Cardona begrepen kan worden als iets tussen grammatica en semantiek.
Centraal staat het concept van een abstracte verbale wortel die als basis dient voor de systematische beschrijving van allerlei regelmatige processen zoals fonologische veranderingen en de toevoeging van affixen, zodat er een concreet woord wordt gerealiseerd. Om die reden wordt het onderwerp van het werk wel eens morfofonologisch genoemd. De grammatica van Pāṇini verschilt van andere klassieke grammatica’s doordat het geen gebruik wordt gemaakt van paradigmata, maar wel van een complexe set aan regels.

### Pāṇini’s stijl
Pāṇini’s werk wordt gekenmerkt door een korte, heldere stijl die bijna algoritmisch van aard is. Die beknopte formulering verkrijgt Pāṇini onder andere door het toepassen van wat in het Engels ‘rule ellips’ wordt genoemd. Dat houdt in dat de soetra’s die volgen op een reeds gegeven regel hierop voortbouwen zonder dat de regel expliciet vermeld wordt. Panini maakt het onderscheid tussen een algemene regel (utsarga) en een specifieke regel (apavāda) die daartegen ingaat. Pāṇini creëert echter ook expliciet, door middel van een aparte soetra's, secties in de grammatica waar de utsarga niet onderuit wordt gehaald door een apavāda.
Verder worden de soetra’s gekenmerkt door een gebrek aan een predicaat en het feit dat een term niet herhaald wordt binnen eenzelfde ‘string’. De korte stijl zonder predicaat kan worden geïllustreerd aan de hand van de eerste soetra, waarin Pāṇini een term introduceert die verder dan gebruikt wordt in andere sutra's. Die eerste soetra luidt “vṛddhirādaic” en moet gelezen worden als “vṛddhir āTaiC”. De volledige sutra kan vertaald worden “ā, ai en au worden vṛ́ddhi genoemd”.
De letters die in het voorbeeld worden aangegeven met een hoofdletter worden IT-markers genoemd en maken deel uit van de uitgebreide metataal die Pāṇini aanwendt voor de grammatica. De hoofdletter T geeft aan dat het exclusief om het foneem ā gaat. De ai in combinatie met de C is dan weer een inclusieve markeerder die verwijst naar het vierde element {ai, au} uit de inventaris van klanken, de Śiva Sūtras, die ter illustratie in de onderstaande tabel is opgenomen.
| Śiva Sūtra's | Śiva Sūtra's                   |
| ------------ | ------------------------------ |
| 1.           | a i u Ṇ                        |
| 2.           | ṛ ḷ K                          |
| 3.           | e o Ṅ                          |
| 4.           | ai au C                        |
| 5.           | ha ya va ra Ṭ                  |
| 6.           | la Ṇ                           |
| 7.           | ña ma ṅa ṇa na M               |
| 8.           | jha bha Ñ                      |
| 9.           | gha ḍha dha Ṣ                  |
| 10.          | ja ba ga ḍa da Ś               |
| 11.          | kha pha cha ṭha tha ca ṭa ta V |
| 12.          | ka pa Y                        |
| 13.          | śa ṣa sa R                     |
| 14.          | ha L                           |

## Invloed
Omwille van de complexe aard en korte formulering van het werk, werden al snel commentaren mee overgeleverd ter verduidelijking. De belangrijkste daarvan zijn het werk van Katyayana, die rond 250 v.C. 4300 korte opmerkingen formuleerde over ongeveer 1000 van de soetra’s van Pāṇini, en het werk van Patanjali die rond 150 v.C. de Grote Commentaar of Mahäbhäsy componeerde. De twee commentatoren werden samen met Pāṇini ‘de drie zieners’ van de Indische taalkunde genoemd. De studie van het Sanskriet in Indië kan na Pāṇini in twee delen verdeeld worden, namelijke de scholen die Pāṇini volgden en zij die dat niet deden. De school van Pāṇini volgde is de langst bestaande school van grammatica en eindigt traditioneel met Nāgeśa, die leefde in de 18e eeuw. De Aṣṭādhyāyī vormde daarnaast ook eeuwenlang het voorwerp van memorisatie, tot op de dag van vandaag.
In het westen ontstond een belangstelling voor Pāṇini in de negentiende eeuw. Aan het begin van die belangstelling stond Otto von Böhtlingk, die in 1840 de tekst van de Astadhyayi met commentaar en in 1887 een vertaling in het Duits publiceerde. Ηet werk van Pāṇini inspireerde in de daarop volgende eeuw enkele invloedrijke taalkundigen, onder wie Bloomfield, die het werk “one of the greatest monuments of human intelligence” noemde.
Enerzijds hebben enkele publicaties, waaronder die van Frits Staal en Paul Kiparsky, de formele en mathematische elementen in het werk trachten bloot te leggen. Omdat de formulering van Panini veel weg heeft van een programmeertaal, ontstond ook binnen de computationele taalkunde een interesse voor het werk. Anderzijds zijn er ook inspanningen geweest, o.a. door Gillon, om het werk te interpreteren als voorloper van de generatieve taalkunde.
Verder zijn er projecten opgestart die het werk van Pāṇini digitaliseren. Zo bestaat er een online Aṣṭādhyāyī die interactief en doorzoekbaar is.